# Polgigga
Polgigga – osada w Anglii, w Kornwalii. Leży 12 km na południowy zachód od miasta Penzance i 422 km na zachód od Londynu.